# Moranopteris aphelolepis
Moranopteris aphelolepis är en stensöteväxtart som först beskrevs av Conrad Vernon Morton, och fick sitt nu gällande namn av R.Y.Hirai och J.Prado. Moranopteris aphelolepis ingår i släktet Moranopteris och familjen Polypodiaceae. Inga underarter finns listade.